# Parlament der Heiligen
Das Parlament der Heiligen (Parliament of Saints), auch Ernannte Versammlung (Nominated Assembly) oder Barebone’s Parliament, war eine kurzlebige gesetzgebende Versammlung während der von Oliver Cromwell geführten Republik England (1649–1660). Es bestand vom 4. Juli bis zum 12. Dezember 1653. „Parlament der Heiligen“ wurde es wegen seiner dezidiert religiösen Zusammensetzung und Zielsetzung genannt, „Ernannte Versammlung“, weil es nicht durch Wahl zustande kam, „Barebone’s Parliament“ mit ironischem Bezug auf den Abgeordneten Praise-God Barebone, einen Londoner Lederhändler und Prediger.

## Einberufung
Nach dem Scheitern und der Auflösung des Rumpfparlaments durch Cromwell war die Republik ohne legislatives Organ. Eine freie Neuwahl lehnten Cromwell und die Militärs ab, weil dadurch wieder königstreue oder königsfreundliche Kräfte in die Versammlung gekommen wären. Als Alternative schlug General John Lambert ein kleines Beratungs- und Beschlussgremium vor, während der Führer der Fifth Monarchy Men General Thomas Harrison eine Versammlung von 70 frommen Männern nach dem Vorbild des biblischen Sanhedrin – zur Vorbereitung der tausendjährigen Weltherrschaft Christi – anstrebte. Cromwell ging auf diese Idee ein, verdoppelte jedoch die Mitgliederzahl auf 140, um eine angemessene Repräsentanz aller Landesteile zu ermöglichen. So waren unter anderem fünf Abgeordnete Schottland und sechs Irland zugewiesen. Die Auswahl der Abgeordneten erfolgte im Lauf des Mai durch den Offiziersrat und den Staatsrat, wobei vor allem Vorschläge aus den die Staatskirche ablehnenden, endzeitlich gestimmten Gemeinden im Land berücksichtigt wurden. Zur „radikalen“ Gruppe der Fifth Monarchy Men gehörten allerdings nur etwa 12 bis 14 Abgeordnete. Nur ein Drittel der Versammlung entstammte der traditionell herrschenden Schicht, der Rest waren überwiegend kleine Landadlige, aber auch städtische Händler und Handwerker. Am 4. Juli trat die Versammlung erstmals zusammen. Am 12. Juli erklärte sie sich zum „Parlament“ – gegen die Absicht Cromwells, der sie als verfassungsgebende Versammlung verstanden hatte.

## Beratung und Beschlüsse
Die Arbeit des Parlaments der Heiligen war durch den Gegensatz zwischen gemäßigten und radikal-religiösen Tendenzen gekennzeichnet. Zu den bedeutendsten Beschlüssen zählten die Vorschrift der Zivilehe und der staatlichen Registrierung aller Geburten und Todesfälle, Schutzbestimmungen für Geisteskranke sowie die Freilassung der Schuldhäftlinge. Die Versammlung spaltete sich über der Frage des Kirchenzehnten und des adligen Kirchenpatronats.

## Auflösung
Am Morgen des 12. Dezember 1653 trafen sich die gemäßigten Abgeordneten in Abwesenheit und ohne Wissen der Radikalen und fassten den Beschluss, die ihnen von Cromwell übertragenen Vollmachten an diesen zurückzugeben. Etwa 40 von ihnen gingen zu Cromwells Residenz in Whitehall und erklärten ihm ihren Rücktritt. Etwa 80 unterzeichneten im Lauf der nächsten Tage das entsprechende Dokument. 30 verbleibende radikale Abgeordnete wurden von Armeesoldaten auseinandergetrieben.
Als Folge des Scheiterns nahm Cromwell Titel und Vollmacht eines Lordprotektors an.